# Khanh Phạm
Khanh Phạm (sinh năm 1978) là chính khách và nhà hoạt động xã hội người Mỹ gốc Việt đóng vai trò là dân biểu Hạ viện Oregon từ khu vực bầu cử số 46. Bà nhậm chức vào ngày 11 tháng 1 năm 2021.

## Thân thế và học vấn
Là con gái của dân tị nạn từ Việt Nam, Phạm chào đời tại Thành phố Oklahoma và cùng cha mẹ dọn tới định cư ở Irvine, California khi bà mới lên 11 tuổi. Phạm thi đậu lấy bằng Cử nhân Khoa học Xã hội (BA) ngành xã hội học, nhân chủng học và kinh tế chính trị tại Trường Đại học Lewis & Clark vào năm 2001. Về sau bà còn học lấy thêm tấm bằng Thạc sĩ Khoa học Xã hội (MA) chuyên ngành nghiên cứu đô thị tại Đại học Tiểu bang Portland.

## Sự nghiệp chính trị
Từ năm 2004 và 2005, Phạm làm cộng tác viên phát triển tại Quỹ Phụ nữ Toàn cầu. Rồi bà chuyển sang làm cộng tác viên phát triển cho tổ chức Hesperian Health Guides từ năm 2005 đến năm 2007 và là người ủng hộ gia đình kiêm cộng tác viên phát triển tại một tổ chức phi lợi nhuận mang tên Refugee Transitions có trụ sở tại San Francisco. Phạm từng là phó giám đốc Dự án Phát thanh Quốc gia kiêm nhà nghiên cứu bậc Tiến sĩ tại Đại học Tiểu bang Portland, chuyên về thích ứng với biến đổi khí hậu và lập kế hoạch về luật công bằng. Từ năm 2015 đến năm 2018, bà là nhà quản lý tư pháp môi trường cho Mạng lưới người Mỹ gốc Á Thái Bình Dương ở Oregon. Bà còn tham gia tổ chức tư pháp OPAL Environmental Justice Oregon, và giúp khởi động liên minh tư pháp mang tên Oregon Just Transition Alliance, được tách ra thành kiểu liên minh độc lập trên toàn tiểu bang vào năm 2020.
Sau khi đảng viên Dân chủ đương nhiệm Alissa Keny-Guyer tuyên bố rằng mình sẽ không tái tranh cử trong cuộc bầu cử năm 2020 thì Phạm liền thông báo là bà sẽ ra ứng cử để kế tục người tiền nhiệm. Phạm đã giành chiến thắng trong cuộc bầu cử sơ bộ của đảng Dân chủ, đánh bại ứng viên đối lập là cựu Ủy viên Quận Jeff Cogen. Trong cuộc tổng tuyển cử tháng 11, bà không phải đối mặt với một kẻ thách thức nào cả đến từ phía Đảng Cộng hòa. Phạm chính thức nhậm chức vào ngày 11 tháng 1 năm 2021.

## Đời tư
Phạm và chồng tên là Hector có với nhau một cô con gái. Bà và gia đình mình sinh sống ở Quận Jade tại Portland, Oregon.